# Michel Callon
Michel Callon (1945 – 28 luglio 2025) è stato un sociologo e ingegnere francese.
Nel 1967 divenne professore Mines ParisTech e ricercatore al Centre de sociologie de l'innovation (CSI), che diresse dal 1982 al 1994. Il suo ambito di ricerca fu quello delle science and technology studies.

## Biografia e lavoro

### La sociologia della traduzione
Autore di contributi alla sociologia delle scienze e della tecnica, i suoi primi lavori sono influenzati principalmente dal pensiero del filosofo Michel Serres. Callon è inoltre uno degli iniziatori, con Bruno Latour, John Law e Madeleine Akrich della Teoria dell'attore-rete  (ANT dalla sua sigla inglese Actor Network Theory)  (o sociologia della traduzione) che egli tenta, da qualche anno, di applicare all'economia. È stato lui che ha introdotto il concetto di «traduzione» in sociologia, un concetto sviluppato in filosofia da Michel Serres. In un articolo la nozione di traduzione, applicata all'analisi di un dibattito socio-tecnico, è discussa secondo la metodologia che prevede di analizzare simmetricamente umani e «non-umani» (anche definiti "attanti" recuperando il concetto dal filosofo del linguaggio Greimas).

### I forum ibridi
Le ricerche di Callon sono incentrate soprattutto sui cosiddetti « forum ibridi» (Agir dans un monde incertain, 2001), degli spazi compositi che mettono insieme sapienti, esperti professionisit della politica, cittadini ecc, autori di dibattiti socio-tecnici (dismissione del nucleare, AIDS, ecc). Si è inoltre ugualmente interessato ai Mouvements de malades in un libro pubblicato in collaborazione con Vololona Rabeharisoa.

### Performatività ed economia
Michel Callon è stato il portatore d'una impostazione originale consistente nello studiare l'impatto sociale delle teorie economiche.  In linea con la Teoria dell'attore-rete, tale impatto è stato studiato dal punto di vista delle caratteristiche tecniche della teoria economica, il cui sviluppo è diffuso e fatto conoscere dagli economisti intesi in senso lato: universitari, analisti di mercato, contabili, etc. Questa problematica si sviluppa in tre opere collettive : due dirette da Callon stesso (The Laws of the Markets (1998), Market Devices (2007)), una daMacKenzie, Muniesa et Siu (Do Economists Make Markets? (2007)).

### Associazioni e riconoscimenti
Nel 1998-1999 fu preside alla « 4S » (Society for Social Studies of Science) "CSI". Fu membro del comitato scientifico della rivista Cosmopolitiques.
Nel 2002 ricevette il premio John Desmond Bernal della « 4S », un premio che riconosce il suo contributo alla ricerca sulle implicazioni sociale delle scienze e delle tecnologie. Nel 2007 ricevette la medaglia d'argento del CNRS che "distingue un ricercatore per l'originalità, la qualità e l'importanza dei suoi lavori, riconosciuto a livello nazionale e internazionale".

## Pubblicazioni
- L'opération de traduction symbolique. Incidence des rapports sociaux sur le développement scientifique et technique, MSH, 1975.
- « Éléments pour une sociologie de la traduction. La domestication des coquilles Saint-Jacques dans la Baie de Saint-Brieuc », dans  L'Année sociologique, n°36, 1986.
- (EN)  avec John Law et Arie Rip (éd.), Mapping the Dynamics of Science and Technology, MacMillan, 1986.
- (dir.) La Science et ses réseaux. Genèse et circulation des faits scientifiques, Paris, La Découverte; Unesco ; Strasbourg, Conseil de l'Europe, « Textes à l'appui. Anthropologie des sciences et des techniques », 1989. ISBN 2-7071-1808-7 (textes de Michel Callon, John Law, Andrew Pickering, Peter Groenvegen et Arie Rip) Présentation en ligne
- avec Bruno Latour (dir.), La Science telle qu'elle se fait. Anthologie de la sociologie des sciences de langue anglaise, Paris, La Découverte, « Textes à l'appui. Anthropologie des sciences et des techniques », 1991. ISBN 2-7071-1998-9
- avec Jean-Pierre Courtial et Hervé Penan, La Scientométrie, Paris, Presses universitaires de France, « Que sais-je ? », 1993. ISBN 2-13-045249-3
- avec Philippe Larédo et Philippe Mustar, La Gestion stratégique de la recherche et de la technologie. L'évaluation des programmes, Paris, Economica, « Innovation », 1995. ISBN 2-7178-2853-2
- (EN)  (éd), The Laws of the Markets, Oxford, Blackwell, « Sociological review monograph series », 1998. ISBN 0-631-20608-6
- Réseau et coordination, Economica, 1999.
- avec Vololona Rabeharisoa, Le Pouvoir des malades. L'association française contre les myopathies et la recherche, Paris, Presses de l'École des mines, « Sciences économiques et sociales », 1999. ISBN 2-911762-17-7
- avec Pierre Lascoumes et Yannick Barthe, Agir dans un monde incertain. Essai sur la démocratie technique, Paris, Le Seuil, « La couleur des idées », 2001. ISBN 2-02-040432-X
- avec Madeleine Akrich et Bruno Latour (éd.), Sociologie de la traduction : textes fondateurs, Paris, Mines Paris, les Presses, « Sciences sociales », 2006. Textes rassemblés par le Centre de sociologie de l'innovation, laboratoire de sociologie de l'École des mines. ISBN 2-911762-75-4
- (EN)  avec Yuval Millo et Fabian Muniesa (éd.), Market devices, Oxford, Blackwell publications, « Sociological review monographs », 2007. ISBN 978-1-4051-7028-4